# NGC 3190
NGC 3190 je galaksija u zviježđu Lavu.

## Vanjske poveznice
- SEDS: NGC 3190